# The Money Trap
 The Money Trap és una pel·lícula estatunidenca de Burt Kennedy estrenada el 1965. Escrita per Walter Bernstein basada en la novel·la del mateix nom de Lionel White, i protagonitzada per Glenn Ford, Elke Sommer i Rita Hayworth. Els papers secundaris van ser per Ricardo Montalban, Joseph Cotten i James Mitchum.

## Argument
Joe està apressat pels deutes. És detectiu de la policia i pel seu treball descobreix el lucratiu negoci d'un traficant de droga. Quan esbrina on guarda el cap les enormes quantitats de diners que li reporta la venda d'estupefaents, decideix robar-li i solucionar els seus problemes econòmics.

## Repartiment
- Glenn Ford: Joe Baron
- Elke Sommer: Lisa Baron
- Rita Hayworth: Rosalie Kenny
- Joseph Cotten: Doctor Horace Van Tilden
- Ricardo Montalban: Pete Delanos
- Tom Reese: Matthews
- James Mitchum: Detectiu Wolski
- Argentina Brunetti: La tia
- Fred Essler: M. Klein
- Eugene Iglesias: El pare
- Teri Lynn Sandoval: La filla
- Ted de Corsia (no surt als crèdits): El capità de policia